# ゴースト・エージェント/R.I.P.D.2
『ゴースト・エージェント/R.I.P.D.2』（原題：R.I.P.D. 2: Rise of the Damned）は、2022年製作のアメリカ合衆国のコメディアクション映画。
2013年公開の『ゴースト・エージェント/R.I.P.D.』の続編だが、キャストは一新され、舞台も現代から、主人公が"R.I.P.D."のメンバーになった頃の出来事を描くため、1876年のアメリカ西部へと変更されている。
主人公は、前作にも登場したロイ・パルシファー（演じていたのはジェフ・ブリッジス）。

## あらすじ
1876年のアメリカ西部時代。保安官ロイ・パルシファー（ジェフリー・ドノヴァン）は、悪名高い無法者たちとの銃撃戦を繰り広げていると思っていたら、いつの間にか自分が死んでいることに気付く。何者かに殺されたロイであったが、成仏できない死者たちを逮捕し、黄泉の世界に送り返す組織“R.I.P.D.”にスカウトされ、自らの殺人事件の真相を解明し、再び娘に会うチャンスだと考え、組織への参加を決意する。
自分の殺人の復讐を考えつつも、剣術使いのジャンヌとコンビを組んで、死者たちを送り返す任務に従事することになったロイは、レッドクリークの古い鉱山町に開かれた地獄の入り口から下界へと逃れようとする悪霊たちを食い止め、世界を救うための危険な任務に挑むことになる。

## キャスト
エージェント・ロイ/ロイ・パルシファー
演 - ジェフリー・ドノヴァン
何者かに殺された保安官。成仏できない死者たちを逮捕し、黄泉の世界に送り返す組織“R.I.P.D.” にスカウトされる。
ジャンヌ
演 - ペネロープ・ミッチェル

スリム
演 - ジェイク・チョイ
アンガス
演 - リチャード･フリーシュマン
オーティス
演 - リチャード・ブレイク